# Cualac tessellatus
Cualac tessellatus é uma espécie de peixe da família Cyprinodontidae.
É endémica do México.